# علي شائع هادي
علي شائع هادي (1945 - 1986) ثائر، عسكري، مدير أمن العاصمة عدن يمني ولد في قرية الجليلة بمحافظة الضالع، نشأ في أسرة فلاحية فقيرة، وتلقى تعليمه الأولي في مدينة (قعطبة) القريبة من مدينة (الضالع) من سنة 1372 هـ / 1952م حتى سنة 1376 هـ/1956م، ثم ترك تلقي العلم واضطر إلى العمل صبيًّا في مهنة الخياطة. .

## حياته
في مطلع الستينيات من القرن الماضي؛ انضم إلى حركة القوميين العرب، وأصبح من أعضائها من قياداتها النشطين في مدينة الضالع؛ حتى تشكلت الجبهة القومية من سبع فصائل سياسية؛ منها: حركة القوميين العرب سنة 1383 هـ / 1963م؛ فكان عضوًا في هذه الجبهة.

## أدواره
برز علي شائع واحدًا من أنشط أعضاء الجبهة؛ خاصة أثناء الكفاح المسلح ضد التواجد البريطاني بعد انطلاقة ثورة أكتوبر؛ فقد عمل على امتداد شرارة الثورة إلى بلده، وتلقى دورة تدريبية على السلاح في مدينة تعز، ثم عاد إلى بلده ليخوض معارك عديدة ضد التواجد البريطاني؛ فبرز مقاتلاً شجاعًا، وعسكريًّا محنكًا، وواحدًا من أهم قيادي الجبهة في مدينة (الضالع)، وقد أصيب بعدة طلقات في فمه وذراعه الأيمن، وبعد شفائه عاد إلى معارك التحرير حتى انسحبت القوات البريطانية من مدينة (الضالع) ومدينة (الحبيلين) القريبة منها إلى مدينة عدن، وكُلِّل الأمر بهروب أمير مدينة (الضالع).
وبعد خروج بريطانيا من الجنوب اليمني وإعلان الاستقلال سنة 1387هـ/1967م؛ شغل صاحب الترجمة عددًا من المناصب؛ إذ تعين مأمورًا على بلاد (الضالع) إلى سنة 1390هـ/1970م, ثم عمل سكرتيرًا للمنظمة الحربية في محافظة شبوة حتى سنة 1393هـ/1973م, وفي المؤتمر العام الخامس للتنظيم السياسي لـ(الجبهة القومية) انتخب عضوًا مرشحًا في اللجنة المركزية للجبهة، وبعدها سافر إلى روسيا؛ حيث التحق بدورة عسكرية في أكاديمية (فرنز)، وبعدها منح رتبة (عقيد)، وفي المؤتمر السادس للجبهة انتخب عضوًا أسياسيًّا في اللجنة المركزية، وعُين محافظًا لمحافظة شبوة، وسكرتيرًا للمنظمة الحزبية فيها.
وبعد تحول (الجبهة القومية) إلى حزب عُرف بـ(الحزب الاشتراكي اليمني) تعين وزيرًا للداخلية، ثم انتخب في المؤتمر الثالث للحزب عضوًا في المكتب السياسي، ورئيسًا للجنة الرقابة والتفتيش.
وحين دبًّ الخلاف السياسي بين الرئيس (علي ناصر محمد) و(علي أحمد عنتر)؛ وزير الدفاع؛ انضم صاحب الترجمة إلى جماعة (علي عنتر)، وفي قاعة المكتب السياسي في مدينة عدن لقي صاحب الترجمة مصرعه مع (علي عنتر) وآخرين من أعضاء المكتب السياسي، إثر إطلاق النار عليهم؛ فكان ذلك بداية لحرب طاحنة؛ استمرت أكثر من أسبوع، وحصدت قرابة عشرة آلاف شخص معظمهم من كوادر الحزب (الاشتراكي اليمني). وقبائل محافظة أبين وشبوة والضالع.